# Toshiaki Nishioka
Toshiaki Nishioka (jap. 西岡利晃 Nishioka Toshiaki;  ur. 25 lipca 1975 w Kakogawie) – japoński bokser, aktualny zawodowy mistrz świata organizacji WBC w kategorii junior piórkowej (do 122 funtów).
Zawodową karierę rozpoczął w grudniu 1994. W grudniu 1999 zdobył tytuł zawodowego mistrza Japonii w kategorii koguciej. 25 czerwca 2000 roku stanął przed szansą zdobycia tytułu mistrza świata WBC w kategorii koguciej, przegrał jednak na punkty z Veerapholem Sahapromem. We wrześniu 2001 roku obaj bokserzy zmierzyli się ponownie, a walka zakończyła się remisem, w wyniku czego pas mistrzowski pozostał przy Taju. Takim samym rezultatem zakończył się trzeci pojedynek pomiędzy Nishioką i Sahapromem, który odbył się 4 października 2003 roku. W czwartym, ostatnim starciu obu bokserów, 6 marca 2004 roku, znów górą okazał się Taj, pokonując Nishiokę na punkty.
Po tej porażce stoczył osiem kolejnych zwycięskich pojedynków i 15 września 2008 roku w pojedynku, którego stawką był tytuł tymczasowego mistrza świata WBC w kategorii junior piórkowej, pokonał jednogłośnie na punkty Napapola Kiatisakchokchaia. W grudniu 2008 roku Nishioka został pełnoprawnym mistrzem świata po tym, jak tytuł ten został odebrany Israelowi Vázquezowi.
3 stycznia 2009 roku po raz pierwszy obronił swój tytuł, pokonując przez techniczny nokaut w dwunastej, ostatniej rundzie Genaro Garcię. Garcia dwukrotnie był w tym pojedynku liczony. 25 maja 2009 roku już w trzeciej rundzie pokonał byłego mistrza świata federacji WBO w kategorii koguciej, Jhonnego Gonzaleza.